# Balkanski šahovski savez
Balkanski šahovski savez (eng.  Balkan Chess Federation), regionalna pridružena organizacija Svjetske šahovske organizacije koja predstavlja područje Balkana. Uloga mu je promicati i razvijati sve oblike šaha na svom prostoru, štititi interese šaha, uspostaviti i koordinirati aktivnost članova i organizirati regionalna prvenstva pod okriljem FIDE, te zastupati interese članova kod FIDE i inih međunarodnih organizacija.
Sjedište je u Ankari, Turska. Današnji predsjednik je Ion-Serban Dobronateanu iz Rumunjske.